# Pseudocisto
Um pseudocisto é uma coleção patológica de fluido. Um pseudocisto pode aparentar ser um cisto verdadeiro quando visto a olho nu ou na tomografia computadorizada. Entretanto, ele não é tecnicamente um cisto. A parede de um cisto verdadeiro consiste de uma camada de células epiteliais claramente definida. A parede de um pseudocisto consiste de tecido fibroso e/ou de granulação (que aparece secundário à inflamação).